# 平成3年台風第19号
平成3年台風第19号（へいせい3ねんたいふうだい19ごう、国際名：ミレイユ/Mireille）は、1991年（平成3年）9月に発生し、日本列島に甚大な被害をもたらした台風である。主に東北地方では「りんご台風」の別名で呼ばれている。

## 概要

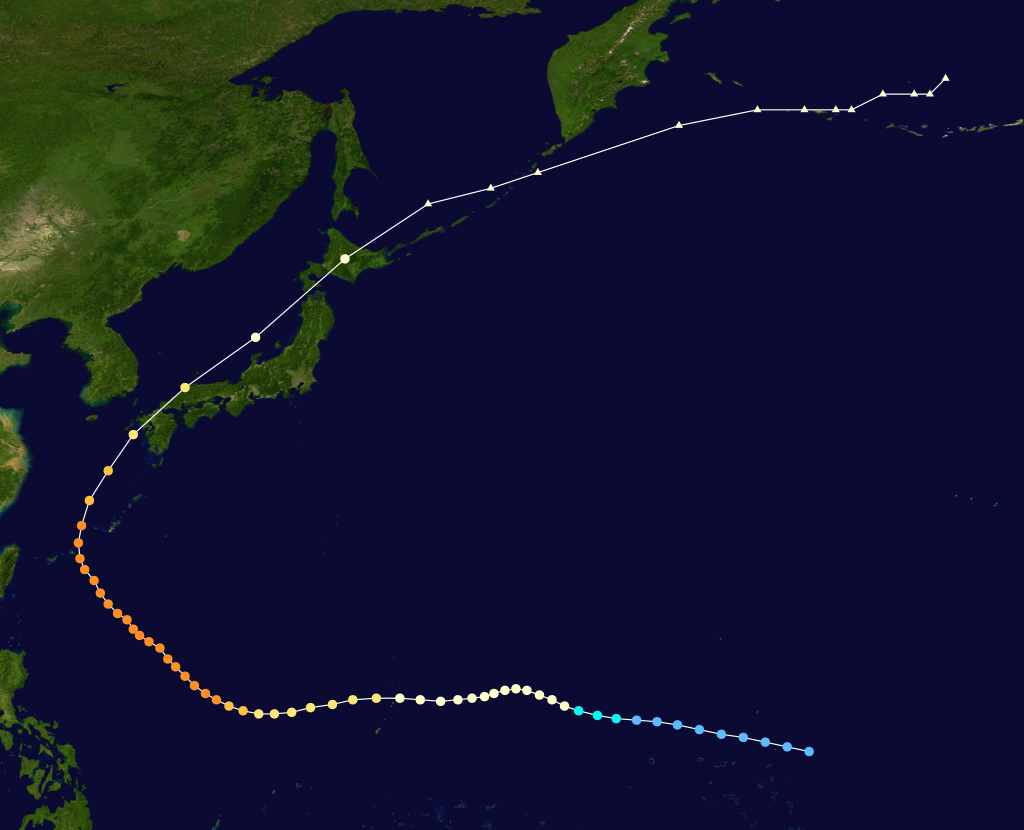
進路図

1991年9月16日にマーシャル諸島の西海上で発生し、9月23日にはフィリピンの東海上で中心気圧925hPa、最大風速50m/sの大型で非常に強い台風となった。9月26日に宮古島の東海上で北東方向に進路を変え、9月27日に長崎県佐世保に上陸し、山口県をかすめたあと加速しながら日本海上を進み、翌日朝に北海道に再上陸した。台風は北海道に上陸後、オホーツク海へ進み、同日15時に温帯低気圧へと性質を変えて、日本から遠ざかった。また、この台風は、福岡市や札幌市のほぼ真上を通過した。
九州上陸時の中心気圧940hPaは、1971年の台風23号以来約20年ぶりで、1951年の統計開始以後では史上5番目に低い（2005年現在）。北海道再上陸時の中心気圧は955hPaであった。さらに、台風が勢力を保っていた上、日本海を速い速度で北上する最悪な進路を取ったため、各地で暴風が吹き荒れた。阿蘇山で最大瞬間風速60.9m/s、広島市で58.9m/s、輪島市で57.3m/s、青森市で53.9m/sを記録するなど、最大瞬間風速は26箇所、最大風速は12箇所で観測記録を更新した。非公式ながら、鹿児島県下甑島の航空自衛隊ヘリ基地の観測では、27日の13時過ぎに最大瞬間風速88m/sを記録した。日本全土に被害を及ぼし、死者62名、負傷者1,261名が出た。保険支払額は史上最高の5,679億円に達した。
この台風は、雨による被害が目立たなかった反面、各地に猛烈な風による災害をもたらしたことから典型的な「風台風」であった。「韋駄天台風」となって日本海を猛進、西日本のみならず北日本などを襲った点や、台風の進路、風台風であった点などが、1954年に北海道に甚大な被害をもたらした洞爺丸台風と類似していた。
| 順位     | 名称                               | 国際名   | 中心気圧（hPa） | 上陸日時                        | 上陸地点     |
| -------- | ---------------------------------- | -------- | --------------- | ------------------------------- | ------------ |
| 1        | 第2室戸台風 （昭和36年台風第18号） | Nancy    | 925             | 1961年（昭和36年）9月16日 9時   | 室戸岬西方   |
| 2        | 伊勢湾台風 （昭和34年台風第15号）  | Vera     | 929             | 1959年（昭和34年）9月26日 18時  | 潮岬西方     |
| 3        | 平成5年台風第13号                  | Yancy    | 930             | 1993年（平成5年）9月3日 16時    | 薩摩半島南部 |
| 4        | ルース台風 （昭和26年台風第15号）  | Ruth     | 935             | 1951年（昭和26年）10月14日 19時 | 串木野市付近 |
| 5        | 令和4年台風第14号                  | Nanmadol | 940             | 2022年（令和4年）9月18日 19時   | 鹿児島市付近 |
| 5        | 平成3年台風第19号                  | Mireille | 940             | 1991年（平成3年）9月27日 16時   | 佐世保市南   |
| 5        | 昭和46年台風第23号                 | Trix     | 940             | 1971年（昭和46年）8月29日 23時  | 佐多岬       |
| 5        | 昭和40年台風第23号                 | Shirley  | 940             | 1965年（昭和40年）9月10日 8時   | 安芸市付近   |
| 5        | 昭和40年台風第15号                 | Jean     | 940             | 1965年（昭和40年）8月6日 4時    | 牛深市付近   |
| 5        | 昭和39年台風第20号                 | Wilda    | 940             | 1964年（昭和39年）9月24日 17時  | 佐多岬       |
| 5        | 昭和30年台風第22号                 | Louise   | 940             | 1955年（昭和30年）9月29日 22時  | 薩摩半島     |
| 5        | 昭和29年台風第5号                  | Grace    | 940             | 1954年（昭和29年）8月18日 2時   | 鹿児島県西部 |
| （参考） | 室戸台風                           |          | 911.6           | 1934年（昭和9年）9月21日        | 室戸岬西方   |
| （参考） | 枕崎台風 （昭和20年台風第16号）    | Ida      | 916.3           | 1945年（昭和20年）9月17日       | 枕崎町付近   |

## 被害
この年の8月から9月にかけては台風の接近・上陸が多く、8月31日に台風14号が静岡県に上陸、9月14日には台風17号が長崎県に上陸、9月19日には台風18号が秋雨前線を刺激して東日本に接近するなど、相次ぐ台風の被害を受けていた矢先に台風19号が非常に強い勢力で上陸したため、被害はほぼ全国に及んだ。

### 地域別の被害

#### 東北
青森県のリンゴ農園では、収穫前のリンゴが木からほとんど落ち、リンゴの倒木・枝折れの被害に見舞われた。落下したリンゴは生食用には不向きでほとんど値がつかないため、ジュースやジャムなどの加工用に回されたが、地域の小学校などでは給食に支給された。また、被害を受けたリンゴ農園の収穫量回復には時間がかかるなど、長期的に甚大な被害を受けた。しかしながら、この時に木から落ちなかったリンゴは、“落ちないリンゴ”として販売され、当時の受験生に人気を呼んだ。なお、リンゴの被害面積は22,400ヘクタール、被害数量は38万8,000トン、被害金額は741億7000万円とされている。この甚大な被害を受けたリンゴ農園の一つに、外崎修汰（プロ野球選手）の実家である青森県弘前市の「外崎りんご園」がある。
この台風を教訓として、青森県を始めとするリンゴ産地では、台風来襲が近づくと（収穫可能なものに関しては）早めに収穫することが多くなった。

#### 北陸
石川県の兼六園では庭木が多数倒れ、また同県珠洲市にある見付島も一部が崩落、さらに輪島市にある気象庁輪島測候所の風速計が最大瞬間風速57.3メートルを記録した直後に破損する被害が生じた。富山県の砺波平野では台風通過中に農村地帯で火災が発生。散居村にもかかわらず折からの強風に煽られて飛び火し、周辺に多大な類焼被害を出した。

#### 中国・四国
瀬戸内海沿岸では高潮被害が発生し、広島県では風害と共に重要文化財である厳島神社の能舞台が倒壊したり、檜皮葺の屋根が吹き飛ぶなどした。また多くの世帯でテレビアンテナが倒れ、屋根が飛ぶなど大きな被害が出た。さらには吹き返しの風も強く、秒速60mの風が吹き荒れたことから沿岸より40km先の内陸にかけて電線に海水がかかり、降雨がほとんどなかったことから塩害が発生し、長期間にわたり停電になる地域があった。その後、中国電力は電柱に塩害対策を行った（しかしながら、2004年の台風第18号で対策不足が露呈した）。
塩害は農作物にも被害を与え、愛媛県では離島部を中心に広域で発生し、大量の温州ミカンの木が枯死した。また、強風と高潮は松山市においても伊予鉄道高浜駅近くの海岸集落を襲い、同駅付近の人家や商店が損壊、集落内を通る県道（19号松山港線）が一時通行止めとなった。

#### 九州
九州北部の山林で大規模な倒木が発生し、福岡県では約63万戸、長崎県では約37万戸、九州全体では約36%に当たる約210万戸で停電になった。建造物への被害も相次ぎ、熊本県では熊本城の建物が損壊、さらには電柱の倒壊なども発生した。記録的な暴風により、博多湾では韓国籍の貨物船が沈没し、乗組員4人が死亡したほか、ガラスの破損や飛来物の直撃によって多くの死傷者を出した。九州内の高速道路、鉄道、路線バスなどは運休や通行止めとなった。
また2週間前にも長崎市付近に台風第17号が強い勢力で上陸し、九州北部を中心に被害が出ていたが、再び台風が上陸したことで更に被害を大きくした。

#### その他の地域
京都府の天橋立では松約100本に幹折れや枝折れが発生した。

## 名称
全国一のリンゴ生産量で知られる青森県弘前市におけるリンゴの被害が甚大であったため、他の台風との比較にマスメディアが取り上げる際にリンゴ台風（りんご台風）という名称が使われる。

## 甚大な被害をもたらした原因
台風19号が甚大な被害をもたらした主な原因について、次の点が挙げられる。まず、横綱級の勢力で日本列島に接近し、上陸したこと。次に、暴風域の大きさが750kmと極めて巨大であったために、ほぼ全国を暴風域に巻き込んだこと。1977年以降では8番目に大きい暴風域であったと同時に、日本に接近・上陸した台風の中では、史上最大の暴風域であった。
この台風はほとんど海上を通ったため、勢力がほとんど衰えないまま日本海を通過したこと。（陸上を通ると、台風のエネルギー源となる水蒸気の供給が絶えるため、勢力が衰える）「韋駄天台風」となったために移動速度が非常に速く、雨や風が一気に強くなったこと。そのため、無風状態から1～2時間で大嵐がやってきて、台風対策が間に合わなかったケースが多かった。そして、日本列島の大部分が台風の右側に入ったこと。台風の右側は台風自身の風に台風の移動速度が加えられ、風が強くなる。例えば中心風速40m/sの台風が108km/h(30m/s)で進んでいた場合、中心のすぐ右側では風速が70m/sになる。さらには台風に慣れていない東北や北海道を直撃したこと。北海道に接近する台風は1年に平均1個で、上陸する台風は数年に1回の割合である。

## その他
この台風の国際名「Mireille（ミレイユ）」はこの台風限りで使用中止となり、「Melissa（メリッサ）」という国際名に変更された。（国際名が「ミレーレ」となっていたが、「ミレイユ」との表記が一般的である（内閣府、損保協会、損害保険料率算出機構、Swiss Re「Sigma」など）。）